# Michael Klepsch
Michael Otto Klepsch (* 1955 in München) ist ein deutscher Diplomat und wurde im September 2010 erster Botschafter in Äquatorialguinea.

## Leben
Nach dem Abitur am Josef-Hofmiller-Gymnasium Freising absolvierte Klepsch ein Studium der Politikwissenschaften, Wirtschaftswissenschaften sowie Philosophie. Danach folgte ein postgraduales Studium
der spanischen Sprache, Kultur und Geschichte Spaniens an der Universität Granada.
Nach Beendigung des Studiums trat er in den Auswärtigen Dienst ein. Nach Abschluss der Laufbahnprüfung fand er Verwendung an verschiedenen Auslandsvertretungen sowie in der Zentrale des Auswärtigen Amtes. Zwischen 1997 und 1998 war er unter anderem als Botschaftsrat an der Ständigen Vertretung bei der OSZE in Wien tätig. Während einer späteren Verwendung im Auswärtigen Amt in Berlin hielt er im Juli 2004 unter anderem bei der Stiftung Wissenschaft und Politik auch einen Vortrag über das Europäische Parlament.
Zuletzt war er an der Ständigen Vertretung bei den Vereinten Nationen in Genf tätig und nahm in dieser Funktion auch an Anhörungen vor dem dort ansässigen UN-Menschenrechtsrat teil.
Ab dem 17. August 2011 war Michael Klepsch erster deutschen Botschafter in Äquatorialguinea, nachdem in der Hauptstadt Malabo im September 2010 eine eigene Botschaft eingerichtet wurde. Zuvor war der deutsche Botschafter in Kamerun auch in Äquatorialguinea akkreditiert. Die dortige Botschaft ist immer noch für Rechts- und Konsularangelegenheiten zuständig. Im August 2014 wurde Rainer Münzel sein Nachfolger als Botschafter in Äquatorialguinea.

## Veröffentlichungen
- Auf dem Weg zu einer europäischen Sicherheitsarchitektur - Der Beitrag des Forums für Sicherheitskooperation (PDF; 2,6 MB), Mitautor Walter Jürgen Schmid. In: OSZE Jahrbuch 1997, S. 317–326